# Любомир Киселички
Любомѝр Костадѝнов Киселѝчки е български актьор.

## Биография
Роден е в Кюстендил на 18 юли 1932 г. Завършва през 1960 г. актьорско майсторство във ВИТИЗ „Кръстьо Сарафов“ при Георги Стаматов и Георги Костов.
Работи в Драматичен театър „Н. О. Масалитинов“ в Пловдив (1960 – 1964), Народния театър (1964 – 1966 и от 1968), театър Сълза и смях (1966 – 1968) и Драматичен театър „Сава Доброплодни“ Силистра (1978 – 1980). В театъра създава герои с ярко изявена социално-психологическа характеристика. По-известни са ролите му на Федя Протасов („Живият труп“ от Л. Н. Толстой), Альоша („Братя Карамазови“ по Ф. М. Достоевски), Платонов („Този безумец Платонов“ от А. П. Чехов), Вагин („Деца на слънцето“ от М. Горки), Лейтенант Часовников („Океан“ от А. П. Щейн), Генерал Чернота („Бяг“ от М. А. Булгаков), Громов („Аристократи“ от Н. Ф. Погодин), Авакум Захов („Контраразузнаване“ от А. Гуляшки) и други. Драмата „Живият труп“, постановка Стефан Стайчев от 1979 година, сценография Александрина Игнатова с Киселички в ролята на Федя Протасов е играна от състава на Драматичния театър в Силистра и на сцената на Народния театър в София и излъчвана по БНТ.
Починал е на 29 ноември 1983 г.

## Награди и отличия
- Заслужил артист (1975)
- Димитровска награда за ролята му на (Алварес) в пиесата „Почивка в Арко Ирис“ от Димитър Димов (1971)
- III награда на Национален преглед на българската драма и театър
- III награда на Национален преглед на българската драма и театър

## Телевизионен театър
- „Мач“ (Ян Гловацки) (1978)
- „Макбет“ (1977) (Уилям Шекспир, реж. Хачо Бояджиев), 2 части – Макбет
- „История на бъдещето“ (1972), 2 серии
- „Сид“ (1971) (Пиер Корней)
- „Човекът от Рангун“ (Ги Абекаси) (1971) – Шарл Месонние
- „Битката за Преслав“ (1971) (Радко Радков)
- „Гълъбицата“ (1970) (Алексей Коломец)
- „Ръка Илиева“ (1969) (Стоян Загорчинов)
- „Джени – жена по природа“ (1969) (Ърскин Колдуел)
- „Операция Вега“ (1967) (Фридрих Дюренмат)
- „Тънка нишка“ (1967) (Андрей Яковлев и Яков Наумов), 2 части
- „Когато гръм удари“ (1964) (Пейо Яворов)

## Филмография
| Година      | Филми и Сериали                                  | Серии | Копродукции     | Роля                                                      |
| ----------- | ------------------------------------------------ | ----- | --------------- | --------------------------------------------------------- |
| 1980        | Константин Философ                               | 6     |                 |                                                           |
| 1980        | Нощните бдения на поп Вечерко                    |       |                 |                                                           |
| 1978        | Пътят към София („Путь к Софии“) (тв сериал)     | 5     | България / СССР | Позитано                                                  |
| 1977 – 1982 | Четвъртото измерение                             | 6     |                 |                                                           |
| 1975        | Мъжки истории/Страници от стария корабен дневник |       |                 | моряк                                                     |
| 1975        | Началото на деня                                 |       |                 |                                                           |
| 1975        | Присъствие                                       |       |                 | Евгени Пашов                                              |
| 1974        | Селкор                                           |       |                 | Фиката                                                    |
| 1973        | Очакване                                         |       |                 |                                                           |
| 1971        | Странен двубой                                   |       |                 | Дражев                                                    |
| 1970        | Botschafter morden nicht                         | 3     | ГДР             | Хаген Еверс                                               |
| 1970        | Кит                                              |       |                 | младият научен работник                                   |
| 1969 – 1971 | На всеки километър                               | 26    |                 | Алън Стенли / Джон Форестал, агент на ЦРУ (в 24-та серия) |
| 1969        | Цар Иван Шишман                                  |       |                 | Мирослав                                                  |
| 1968        | Опасен полет                                     |       |                 | майор Калинов                                             |
| 1967        | По тротоара                                      |       |                 | Цветан                                                    |
| 1965        | Късче небе за трима                              |       |                 | Владимир Даскалов                                         |
| 1964        | Когато гръм удари                                |       |                 |                                                           |
| 1962        | Хроника на чувствата                             |       |                 | бригадирът Петко - („Петьо“) Радоев, майстор арматурист   |
| 1960        | Отвъд хоризонта                                  |       |                 | Кръстан                                                   |